# マウゴジャタ・ムシェロヴィチ

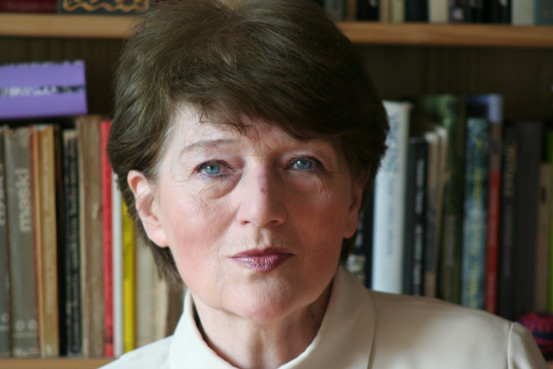
2008年撮影

マウゴジャタ・ムシェロヴィチ(Malgorzata Musierowicz、1945年1月9日 - ）は児童文学作家。ポーランド・ポズナン出身。

## 経歴
ポーランド中西部の河港都市ポズナン生まれ。ポズナン造形美術大学を卒業後、挿絵画家として出発。1975年に『無口さんと家族』で児童文学作家としてデビュー。

## 作品
ポーランドのポズナン、イエジッチェを舞台にしたサーガを書き続けている。

## 作品リスト
- 嘘つき娘 1979年
- クレスカ15歳、冬の終わりに 1986年
- ノエルカ 1992年
- 金曜日うまれの子 1993年
- ナタリヤといらいら男 1994年
- ロブロィエクの娘 1996年
- ちびトラとルージャ 1999年

## 日本語訳
- クレスカ15歳　冬の終りに（田村和子訳、1990年、岩波書店）
- 金曜日うまれの子（田村和子訳、1996年、岩波書店）
- ナタリヤといらいら男（田村和子訳、1998年、未知谷）
- ノエルカ（田村和子訳、2002年、未知谷）
- 嘘つき娘（田村和子訳、2008年、未知谷）
- ロブロィエクの娘（田村和子訳、2012年、未知谷）
- ちびトラとルージャ（田村和子訳、2014年、未知谷）